# Kim Chương Tông
Kim Chương Tông (1168-1208) là vị vua thứ sáu của nhà Kim. Ông tại vị từ năm 1190 đến năm 1208. Ông tên thật là Hoàn Nhan Ma Đạt Cát, tháng 4 năm 1186 được Kim Thế Tông đổi thành Hoàn Nhan Cảnh.

## Lịch sử

### Trị vì
Năm 1178, ông được phong làm Kim Nguyên quận vương. Tháng 6 năm 1185, cha ông là Hoàn Nhan Doãn Cung mất. Tháng 12 năm đó ông được phong làm Nguyên vương, kiêm chức phán quan phủ Đại Hưng. Tháng 5 năm 1186, ông được giao giữ chức thượng thư hữu thừa tướng. Tháng 11 năm đó tại điện Khánh Hòa, ông được lập làm hoàng thái tôn. Đầu năm 1189, Thế Tông mất, ông kế vị.
Kim Chương Tông là vị vua tôn sùng văn hóa Hán, khi lên ngôi, ông tiến hành rất nhiều biện pháp phổ biến văn hóa Hán, mở rộng phạm vi hòa hợp giữa các dân tộc, khiến văn hóa Kim được nâng lên một tầm cao mới, hoàn toàn thoát khỏi ảnh hưởng của văn hóa Khiết Đan.
Hoàn Nhan Cảnh cũng từng đem quân đánh Nam Tống, bắt triều đình Nam Tống phải chịu những điều khoản giảng hòa nhục nhã theo Hòa nghị Gia Định năm 1208 như Tống tôn Kim làm bác, tăng thêm mỗi năm cống phẩm phải nộp như bạc 30 vạn lạng, lụa sống 30 vạn thếp, "tiền khao quân" 300 vạn lạng. Đổi lại nhà Kim hoàn trả cho Nam Tống những vùng đất mà Kim đã chiếm được trong cuộc chiến năm 1206.
Tuy nhiên, đến thời trung hậu kì, triều Kim bắt đầu xuống dốc khi ngoại thích là hoàng hậu Lý thị và 2 vị vua bất tài lên nắm quyền, càng thúc đẩy kim vào sự mất nước đang kêu vang. Tháng 11 âm lịch năm 1208, Hoàn Nhan Cảnh bệnh chết, không còn con trai nối dõi. Hoàng thúc Vệ Thiệu Vương Hoàn Nhan Vĩnh Tế cùng thuộc hạ giả lập di chiếu, lên ngôi Hoàng đế.

### Niên hiệu
- Minh Xương: 1190—1196
- Thừa An: 1196—1200
- Thái Hòa: 1201—1208

## Quyến thuộc
- Khâm Hoài hoàng hậu Bồ Sát thị
  - Giáng vương Hoàn Nhan Hồng Dụ: con trưởng. Sinh năm 1186, mất tháng 10 năm 1188. Năm Minh Xương thứ 3 (1192), truy phong làm Giáng vương, ban cho tên gọi Hồng Dụ.
- Nguyên phi Lý Sư Nhi
  - Cát vương Hoàn Nhan Thắc Lân: con út. Sinh tháng 8 năm 1202, phong làm Cát vương. Năm 1203 mất.
- Tư Minh phu nhân Lâm thị
  - Kinh vương Hoàn Nhan Hồng Tĩnh: con thứ hai, tên khai sinh là A Hổ Lại, Sinh năm 1192. Mất năm 1193. Năm 1199 truy phong làm Kinh vương, ban tên Hồng Tĩnh, gia thêm chức khai phủ nghi đồng tam ti.
- Các thê thiếp khác
  - Vinh vương Hoàn Nhan Hồng Hi: con trai thứ ba, tên khai sinh Ngoa Lỗ Bất. Sinh năm 1192, chưa đủ tháng đã chết. Năm 1199 truy phong làm Vinh vương, ban cho tên gọi Hồng Hi, gia thêm chức khai phủ nghi đồng tam ti.
  - Anh vương Hoàn Nhan Hồng Diễn: con trai thứ tư, tên khai sinh Tát Cải. Sinh năm 1193, mất sớm. Năm 1199 truy phong làm Anh vương, ban tên gọi Hồng Diễn, gia thêm chức khai phủ nghi đồng tam ti.
  - Thọ vương Hoàn Nhan Hồng Huy: con trai thứ năm, tên khai sinh Ngoa Luận. Sinh tháng 5 năm 1197, đủ tháng phong làm Thọ vương. Tháng 6 nhuận mắc bệnh, tháng 10 mất.
- Thừa ngự Giả thị
- Thừa ngự Phạm thị